# Реакции сочетания
Реакции сочетания в органической химии — реакции, в которых два углеводородных фрагмента соединяются в присутствии катализатора на основе металла.  
В зависимости от характеристик реагентов выделяют реакции окислительного сочетания и реакции восстановительного сочетания. Реакции сочетания используются для создания фармацевтических препаратов и синтеза сопряженных полимеров. За вклад в понимание реакций сочетания Акира Судзуки, Эйити Нэгиси и Ричард Хек в 2010 году были удостоены Нобелевской премией по химии.  